# Завьялова, Елена Геннадиевна
Завьялова Елена Геннадиевна (род. 27 сентября 1987, Донецк) – химик, доктор химических наук, преподаватель Московского государственного университета им. М.В. Ломоносова. Основным направлением исследований является модификация аптамеров и разработка сенсоров на их основе.

## Биография
Елена Геннадиевна родилась 27 сентября 1987 года в Донецке. Мама, Елена Леонидовна, химик-технолог, занималась научными исследованиями, получила кандидатскую степень. Отец, Геннадий Вячеславович, по профессии пожарный, но так же, как и супруга, выбрал научную деятельность, защитил кандидатскую диссертацию.
В школе №61 города Донецка, где с 1994 г. обучалась Елена, преподаватели смогли привить будущему химику любовь к знаниям, любознательность и желание открывать новое. По окончании школы (2002) Елена Завьялова поступает в лицей при Донецком национальном университете на направление «химическая биология». Лицеистам с высокой успеваемостью разрешалось посещать университетские лекции наравне со студентами. Профессора из университета читали лекции уровня ВУЗа, готовя будущих абитуриентов к олимпиадам и поступлению. Большое влияние на Елену Геннадиевну оказал профессор Георгий Михайлович Розанцев. Он заложил основы химии, учил мыслить научно, дал толчок для развития в науке.
Елена Завьялова хотела поступать в МГУ, готовилась к вступительным экзаменам, но в последний момент решила остаться в родном городе и поступила в Донецкий национальный университет в 2004 году. Проучившись три года, Елена Геннадиевна поняла, что хочет основательно заниматься наукой, однако в Донецкке возможностей для этого было недостаточно, поэтому Елена Геннадиевна забрала документы и в 2007 г. поступила в МГУ.
В то время Елену Завьялову интересовала молекулярная биология, работа с нуклеиновыми кислотами и белками. Услышав на лекции профессора А.М.Копылова рассказ об аптамерах, Елена Геннадиевна начала специализироваться в лаборатории под руководством А.М.Копылова. В этой лаборатории Елена Геннадиевна проработала 13 лет, пока в 2020 году не отделилась и основала свою собственную лабораторию, где продолжает изучать и работать над темой аптамеров. С 2018 года Елена Геннадиевна является доцентом кафедры химии природных соединений химического факультета МГУ.
В 2014 году Елена Геннадиевна вышла замуж за Сергея Анатольевича Куксова. В 2016 году родилась дочка Алиса, а в 2020 году – сын Ярослав.

## Научная деятельность
Научную деятельность Елена Геннадиевна начала, еще будучи студенткой ДонНУ. Первые работы в области неорганической химии были выполнены под руководством Георгия Михайловича Розанцева. Основным направлением исследований был синтез гетерополиоксовольфраматов с кобальтом и никелем.
После поступления в МГУ тема исследований кардинально поменялась. Можно выделить три основных направления: разработка антикоагулянтов на основе аптамеров, изучение механизма действия аптамеров, создание сенсоров, в основе действия которых лежит идея использования ДНК-аптамеров как узнающих молекул.
Первое направление исследований было вполне успешным, но не достигло своей практической реализации по причине дороговизны и низкой эффективности препаратов по сравнению с конкурентами на рынке. Результатами работ стали публикации в высокорейтинговых журналах и несколько патентов, в частности, патенты на ДНК-аптамеры, ингибирующие тромбин, способ определения активности тромбина.
В 2013 году Елена Геннадиевна защитила кандидатскую диссертацию на тему «Изучение ингибирования тромбина аптамерными олигонуклеотидами».
Второе направление – теоретическое осмысление работы аптамеров: почему аптамеры образуют стабильные комплексы с белками; выделение детерминант высокой аффинности; какие точечные модификации аптамеров повышают аффинность. Эта часть работы направлена на рациональный дизайн новых аптамеров, обладающих высокой аффинностью и селективностью.
Третье направление – разработка SERS-аптасенсоров - наиболее успешное, оно получило практическую реализацию благодаря высокой чувствительности и низкой стоимости разработанных сенсоров по сравнению с другими тест-системами. Разработаны сенсоры для определения вирусов (гриппа А, SARS-CoV-2), метаболитов (АТФ), микотоксинов и др.
Наиболее значимой работой Елены Геннадиевны является ее докторская диссертация на тему «Фундаментальные аспекты образования комплексов аптамер-белок» , которую она защитила в 2022 году. В ней была высказана и обоснована гипотеза об особой роли крупных заместителей возле нуклеотидов, образующих водородные связи с белком, в аффинности аптамеров к белковым мишеням.
В настоящий момент продолжаются исследования сенсоров. В будущем планируется создать сенсоры, определяющие онкомаркеры.

## Педагогическая деятельность
Елена Геннадиевна преподает спецкурс «Введение в специальность» для студентов, специализирующихся на кафедре химии природных соединений. Также ведет спецкурс для студентов 6 курса кафедры химии природных соединений на тему «Система кровообращения». Преподает курс «Химические основы биологических процессов» для студентов филиала МГУ в Баку и для студентов-биологов биотехнологического факультета МГУ.

## Награды
2020 – Премия по программе развития МГУ.
2022 - Премия Правительства Москвы молодым ученым, в номинации "Биология" - "за разработку биосенсоров для определения респираторных вирусов".